# Bartosz Brenes
Bartosz Brenes (pronunție în poloneză [ˈbartɔʂ], n. 25 iulie 1989, San José, Costa Rica) este un DJ, producător muzical, compozitor și remixer din Costa Rica.

## Discografie
| An   | Artist                                                  | Cântec               | Casă de discuri           |
| ---- | ------------------------------------------------------- | -------------------- | ------------------------- |
| 2008 | Timofey & Bartosz Brenes                                | Dangerous Boy        | Grooved Music             |
| 2008 | Timofey & Bartosz Brenes                                | Feel My Love         | Unlove Recordings         |
| 2008 | Timofey & Bartosz Brenes                                | Skorogovorka         | Unlove Recordings         |
| 2009 | Timofey & Bartosz Brenes feat. Jerique                  | Don't You Know       | Pool-E Music              |
| 2009 | Timofey & Bartosz Brenes                                | Back For Love        | Pool-E Music              |
| 2009 | Timofey & Bartosz Brenes feat. Jerique                  | Hear My Call         | Armada Music              |
| 2010 | Timofey & Bartosz Brenes feat. Miss Autumn Leaves       | Red Alert 2o1o       | Spinnin' Records          |
| 2010 | Timofey & Bartosz Brenes vs. Terri B                    | Heaven               | Scream & Shout Recordings |
| 2010 | Timofey & Bartosz Brenes feat. Riya                     | Take Me Down         | Be Yourself Music         |
| 2010 | Timofey & Bartosz Brenes                                | Maui Wowie           | 17:44 Records             |
| 2010 | Nick Mentes & Bartosz Brenes                            | Heat The Drums       | Cr2 Records               |
| 2010 | Bartosz Brenes & Nick Mentes feat. Dan'thony            | Higher               | 17:44 Records             |
| 2010 | Bartosz Brenes & Hell-Ektrik feat. Geyster              | Not Over             | 17:44 Records             |
| 2011 | Timofey & Bartosz Brenes                                | BOOTIK               | 17:44 Records             |
| 2012 | BOOTIK feat. Christina Skaar                            | Ain't Gonna Fail     | Yellow Productions        |
| 2012 | Bartosz Brenes & Bicycle Corporation feat. Mr Eyez      | Makes You High       | GrooveTraxx               |
| 2012 | BOOTIK, Tony Romera & Nick Mentes                       | Printemps 24         | Elektrolicious            |
| 2012 | Bartosz Brenes & Arno Grieco                            | Something About You  | GrooveTraxx               |
| 2012 | BOOTIK & Silvertongue                                   | In My Head           | Dim Mak Records           |
| 2012 | Bartosz Brenes & Nino Anthony                           | #Poussez             | 17:44 Records             |
| 2012 | Bartosz Brenes, Tony Romera & Corey Andrew              | Open Your Eyes       | Be Yourself Music         |
| 2012 | BOOTIK feat. Max'C                                      | Dance With Me        | Ministry of Sound         |
| 2012 | BOOTIK & Silvertongue                                   | When The Music Stops | 17:44 Records             |
| 2012 | Bartouze with Antoine Cortez                            | Holy Funk EP         | GrooveTraxx               |
| 2012 | Bartosz Brenes & Dragmatic feat. Corey Andrew           | Back In Time         | ElectricDiscoPussy        |
| 2012 | Bartouze with Solidisco                                 | Dream Of You         | PornoStar Records         |
| 2013 | Adam Rickfors & Bartosz Brenes                          | Matsuri              | RUN DBN                   |
| 2013 | Bartouze with Solidisco                                 | Wanna Give           | InStereo Recordings       |
| 2013 | Bartosz Brenes & Dragmatic feat. Amrick Channa          | Get Down             | EMPO                      |
| 2013 | Dave Rose & Bartosz Brenes                              | Don't Be Playin      | Tiger Records             |
| 2013 | Bartosz Brenes & Adam Rickfors                          | Vodkafest            | Nettrax                   |
| 2013 | Bartouze with Crazibiza                                 | One Last Time        | PornoStar Records         |
| 2013 | Ludvig Holm & Bartosz Brenes                            | Play Free            | Nettrax                   |
| 2013 | Bartouze with Grada                                     | Manzana              | PornoStar Records         |
| 2013 | Fine Touch & Bartosz Brenes feat. Dane Bowers & Cormack | Embrace              | Peak Hour Music           |
| 2013 | Barjo                                                   | We Are Barjo EP      | Disturbingly Loud         |
| 2013 | Bartosz Brenes & Massive Ditto                          | Seoulful             | Moon Records              |
| 2013 | BETABOM x HUBA                                          | One Finger           | betabomúsica              |
| 2014 | Bartosz Brenes & Adam Rickfors feat. Anthony Mills      | Blue Suede Shoes     | 17:44 Records             |
| 2014 | Bartouze with Richard Grey                              | Beat Goes On         | G*High                    |
| 2014 | BETABOM x Cocofunka                                     | Donde Vamos          | betabomúsica              |
| 2014 | Bartouze with DJ Dan                                    | Jukebox              | GrooveTraxx               |
| 2014 | Bass Kleph & Bartosz Brenes                             | Let's Get Right      | Tiger Records             |

### Remixuri
| An   | Artist                                                 | Cântec                                                            | Casă de discuri                   |
| ---- | ------------------------------------------------------ | ----------------------------------------------------------------- | --------------------------------- |
| 2008 | Ian Kane & Funkerocca                                  | Dirty One (Timofey & Bartosz Brenes Remix)                        | Grooved Music                     |
| 2008 | Gigi Barocco                                           | Chapa (Timofey & Bartosz Brenes Remix)                            | Second Session                    |
| 2008 | Pink Computer                                          | Inside My Soul (Timofey & Bartosz Brenes Remix)                   | Somekind Records                  |
| 2008 | Geyster                                                | Come My Direction (Timofey & Bartosz Brenes Remix)                | Somekind Records                  |
| 2008 | The Maneken                                            | What I Feel For You (Timofey & Bartosz Brenes Remix)              | Somekind Records                  |
| 2008 | Reead                                                  | I'm The Same (Timofey & Bartosz Brenes Remix)                     | Roll Records                      |
| 2009 | Brian Arc & Jeremy Kalls                               | Let You Down (Timofey & Bartosz Brenes Remix)                     | Pool-E Music                      |
| 2009 | Alan Pride                                             | Shine (Timofey & Bartosz Brenes Remix)                            | Njoy Records                      |
| 2009 | Livyo feat. Geyster                                    | Why (Timofey & Bartosz Brenes Remix)                              | 17:44 Records                     |
| 2009 | Reead feat. Lina                                       | Nobody's Innocent (Timofey & Bartosz Brenes Remix)                | Roll Records                      |
| 2009 | Marc Mysterio feat. Gary Pine                          | Sunshine (Timofey & Bartosz Brenes Remix)                         | Hi-Bias Records                   |
| 2009 | Mademoiselle Luna                                      | Want You To Be Mine (Timofey & Bartosz Brenes Remix)              | Gun Records                       |
| 2010 | Reead                                                  | Straight In The Eyes (Timofey & Bartosz Brenes Remix)             | Roll Records                      |
| 2010 | Tiko's Groove vs. Laura Finocchiaro                    | Avoar (Timofey & Bartosz Brenes Remix)                            | Building/Stealth                  |
| 2010 | Perry Farrell                                          | Calling Her (Timofey & Bartosz Brenes Remix)                      | Sony Music                        |
| 2010 | Geyster                                                | When I Touch The Blue (Timofey & Bartosz Brenes Remix)            | Somekind Records                  |
| 2010 | Laurent Simeca & Stephan M                             | Roxanne (Timofey & Bartosz Brenes Remix)                          | Nero Records                      |
| 2010 | D.O.N.S. feat. Jerique                                 | Groove On (Timofey & Bartosz Brenes Remix)                        | Kontor Records                    |
| 2010 | Carl Kennedy & Tommy Trash feat. Rosie Henshaw         | Blackwater (Timofey & Bartosz Brenes Remix)                       | Subliminal Records                |
| 2010 | Etienne Ozborne vs. Peter Brown feat. Steven Taetz     | Back Together (Timofey & Bartosz Brenes Remix)                    | Housesession Records              |
| 2010 | Chris Montana & Etienne Ozborne feat. Polina Griffith  | Don't Give It Up (Bartosz Brenes & Nick Mentes Remix)             | Housesession Records              |
| 2010 | Gabi Newman & Liz Mugler feat. Linda Newman            | The Best Day (Bartosz Brenes & Nick Mentes Remix)                 | Feel The8                         |
| 2010 | Nino Anthony                                           | Day Muzik (Bartosz Brenes & Nick Mentes Remix)                    | 17:44 Records                     |
| 2010 | Bicycle Corporation                                    | All That Swing (Timofey & Bartosz Brenes Remix)                   | 17:44 Records                     |
| 2010 | Mac Monroe                                             | Roll With You (Bartosz Brenes & Nick Mentes Remix)                | Victauril Records                 |
| 2010 | Redroche & Olav Basoski feat. Amanda Wilson            | Not Over You (Bartosz Brenes & Nick Mentes Remix)                 | Eyezcream Recordings              |
| 2010 | Tim Royko feat. Kediva                                 | Dreamer (Bartosz Brenes, Timofey & Nick Mentes Remix)             | Tiger Records                     |
| 2010 | Bastian Foxx feat. Frida Harnesk                       | What You Want (Bartosz Brenes & Nick Mentes Remix)                | Safari Music                      |
| 2011 | Redroche vs. Armstrong                                 | Make Your Move 2011 (Bartosz Brenes, Timofey & Nick Mentes Remix) | Eyezcream/Hed Kandi               |
| 2011 | Timofey & Sue Cho                                      | Go Berzerk (BOOTIK Remix)                                         | 17:44 Records                     |
| 2011 | Joachim Garraud, Dabruck & Klein feat. DJ Roland Clark | Stop (BOOTIK vs. Nick Mentes Remix)                               | ZeMixx                            |
| 2011 | Joachim Garraud feat. DJ Roland Clark                  | Bang Bang (Timofey & Bartosz Brenes Remix)                        | ZeMixx                            |
| 2011 | Boy George                                             | Turn To Dust (BOOTIK Remix)                                       | Decode Records                    |
| 2011 | Andy S, Raffaell & Lauren Rose                         | Where I Wanna Be (BOOTIK Remix)                                   | Decode Records                    |
| 2012 | Marc Vedo & Boy George feat. DesiSlava                 | Kalino Mome (BOOTIK Remix)                                        | VG Records                        |
| 2012 | BOOTIK, Tony Romera & Nick Mentes                      | Printemps 24 (Barjo Remix)                                        | Elektrolicious                    |
| 2012 | Tony Romera & Jordan Viviant                           | Robotweet (BOOTIK Remix)                                          | Elektrolicious                    |
| 2012 | Jonathan Landossa                                      | Analog Monster (Barjo Remix)                                      | Elektrolicious                    |
| 2012 | Steve Edwards, Joe Smooth & Louis Botella              | Promised Land (BOOTIK Remix)                                      | Decode Records                    |
| 2012 | Jean Beauvoir                                          | Feel The Heat (Barjo Remix)                                       | 17:44 Records                     |
| 2012 | PANG!                                                  | Another Day (BRTSZ & Mario Miranda Remix)                         | WL77                              |
| 2012 | Bob Sinclar & Sophie Ellis-Bextor                      | Fuck With You (BOOTIK Remix)                                      | Yellow Productions                |
| 2012 | Gum Me                                                 | Sweaty Shirts (Bartosz Brenes & Tony Romera Remix)                | Flamingo Recordings               |
| 2012 | Redroche                                               | Your Life (Barjo Remix)                                           | Eyezcream Recordings              |
| 2012 | David Vendetta feat. Booty Luv                         | Sun Comes Up (Tony Romera & Bartosz Brenes Remix)                 | DJ Center                         |
| 2012 | Louis Botella feat. Vuk Lazar                          | Poison Sound (Nick Mentes & Bartosz Brenes Remix)                 | Exklusive Records                 |
| 2012 | Reead                                                  | Come On (Barjo Remix)                                             | Roll Records                      |
| 2012 | Ludvig Holm & Filip Jenven                             | Undermine (BRTSZ & Arno Grieco Remix)                             | Natura Viva                       |
| 2012 | Dragmatic                                              | Leave A Message (Nick Mentes & Bartosz Brenes Remix)              | Dancemania Recordings             |
| 2012 | R.O.N.N vs. Danny Boy                                  | Twisted (Bartosz Brenes & Nick Mentes Remix)                      | ElectricDiscoPussy                |
| 2012 | Joachim Garraud & Alésia                               | Atrium (Tony Romera & Bartosz Brenes Remix)                       | Dim Mak Records                   |
| 2012 | Mr. Vasovski                                           | Cable (Bartouze with Le Babar Mix)                                | GrooveTraxx                       |
| 2012 | Tune Brothers & Jolly feat. Tesz Millan                | Every Move (Bartosz Brenes & Nick Mentes Remix)                   | Housesession Records              |
| 2012 | Chuckie & Promise Land feat. Amanda Wilson             | Breaking Up (Bartosz Brenes & Tony Romera Remix)                  | Cr2/BigBeat                       |
| 2012 | BOOTIK feat. Max'C                                     | Dance With Me (Tony Romera & Bartosz Brenes Remix)                | Ministry of Sound                 |
| 2012 | Ron Carroll                                            | Bump 2 Dis (Bartosz Brenes & Dragmatic Remix)                     | Spinnin' Records                  |
| 2012 | A-Trak & Dillon Francis                                | Money Makin' (Barjo & Alban Lipp Remix)                           | Fool's Gold Records               |
| 2013 | Plastik Funk & Kurd Maverick                           | Say Hello (Madax & Bartosz Brenes Remix)                          | Tiger Records                     |
| 2013 | Sander Kleinenberg                                     | Get It Together (Bartosz Brenes & Adam Rickfors Remix)            | This Is Recordings                |
| 2013 | Pink Fluid feat. Jarell Perry                          | Dying Tonight (Bartosz Brenes & Dragmatic Remix)                  | Molto Recordings                  |
| 2013 | Nyx Syrinx Nelio feat. Lisa Rowe                       | Home (Dragmatic & Bartosz Brenes Remix)                           | Vicious Recordings                |
| 2013 | Eddie Amador                                           | I Don't Trip (Bicycle Corporation & Bartosz Brenes Remix)         | Suka Records                      |
| 2013 | Adam Rickfors feat. Marylin                            | Colors (Dragmatic & Bartosz Brenes Remix)                         | Playground Music                  |
| 2013 | BOOTIK & Silvertongue                                  | In My Head (Bartosz Brenes & Adam Rickfors Remix)                 | Dim Mak                           |
| 2013 | Titanoz feat. BBK                                      | Dance Like This (Bartosz Brenes & Dragmatic Remix)                | EMPO                              |
| 2013 | Sem Thomasson feat. Jason Caeser                       | Today (Fine Touch & Bartosz Brenes Remix)                         | Flamingo Recordings               |
| 2013 | Bass Kleph                                             | Going Crazy (Adam Rickfors & Bartosz Brenes Remix)                | WePLAY                            |
| 2013 | Jose Spinnin vs. Security                              | Every Breath You Take (Bartosz Brenes & Dragmatic Remix)          | EMPO                              |
| 2013 | Lazy Rich & Hirshee feat. Amba Shepherd                | Damage Control (Barjo Remix)                                      | Big Fish Recordings               |
| 2013 | DJ Exodus & Leewise                                    | We Are Your Friends (Barjo Remix)                                 | Peak Hour Music                   |
| 2013 | Medina                                                 | Miss Decibel (Adam Rickfors & Bartosz Brenes Remix)               | EMI Suedia                        |
| 2013 | Burak Yeter feat. Dawn Richard                         | Speed Of Light (Bartosz Brenes & Fine Touch Remix)                | Connection Records                |
| 2013 | Janelle Monae feat. Erykah Badu                        | QUEEN (Barjo Remix)                                               | Atlantic Records                  |
| 2013 | EC Twins, Lea Luna & Nejat Barton                      | Hot Summer Nights (Exodus & Bartosz Brenes Remix)                 | Magik Muzik/Black Hole Recordings |

## Poziții în topuri
| An   | Clasament                             | Poziție de top | Titlu                                                                                         |
| ---- | ------------------------------------- | -------------- | --------------------------------------------------------------------------------------------- |
| 2010 | Russian Billboard Chart               | #3             | Timofey & Bartosz Brenes vs. Terri B! - Heaven                                                |
| 2010 | Russian Top Hit (Radio Airplay Chart) | #4             | Timofey & Bartosz Brenes vs. Terri B! - Heaven                                                |
| 2010 | Belgium Ultratop 50 Dance             | #24            | Timofey & Bartosz Brenes feat. Miss Autumn Leaves - Red Alert 2o1o (Club Mix)                 |
| 2010 | Belgium iTunes Top 100 Dance          | #27            | Timofey & Bartosz Brenes feat. Miss Autumn Leaves - Red Alert 2o1o (Club Mix)                 |
| 2010 | Beatport Top 100 Tech House           | #84            | Nick Mentes & Bartosz Brenes - Heat The Drums (Original Mix)                                  |
| 2012 | The Beatport Top 10 (Main Chart)      | #3             | Chuckie & Promise Land feat. Amanda Wilson - Breaking Up (Bartosz Brenes & Tony Romera Remix) |
| 2012 | Beatport Top 100 Electro House        | #1             | Chuckie & Promise Land feat. Amanda Wilson - Breaking Up (Bartosz Brenes & Tony Romera Remix) |
| 2012 | Beatport Top 100 Electro House        | #43            | Joachim Garraud & Alésia - Atrium (Tony Romera & Bartosz Brenes Remix)                        |
| 2012 | Beatport Top 100 Electro House        | #46            | Redroche - Your Life (Barjo Remix)                                                            |
| 2012 | Beatport Top 100 House                | #36            | Bartouze with Solidisco - Dream of You (Original Mix)                                         |
| 2012 | Beatport Top 100 House                | #83            | Bartouze with Antoine Cortez - Holy Funk (B-Side Mix)                                         |
| 2013 | Beatport Top 100 House                | #31            | Bartouze with Solidisco - Wanna Give (Original Mix)                                           |
| 2013 | Beatport Top 100 House                | #75            | Dave Rose & Bartosz Brenes - Don't Be Playin (Original Mix)                                   |
| 2013 | Beatport Top 100 Glitch Hop           | #32            | Barjo - Tantrum (Original Mix)                                                                |
| 2014 | Beatport Top 100 House                | #13            | Bartouze with Richard Grey - Beat Goes On (Original Mix)                                      |
| 2014 | The Beatport Top 100 (Main Chart)     | #94            | Bartouze with Richard Grey - Beat Goes On (Original Mix)                                      |

## Videoclipuri
| An   | Titlu                                                                   | Regizor                          | Casă de discuri |
| ---- | ----------------------------------------------------------------------- | -------------------------------- | --------------- |
| 2009 | Timofey & Bartosz Brenes feat. Jerique - "Hear My Call"                 | Dancefoundation                  | Armada Music    |
| 2014 | Bartosz Brenes & Adam Rickfors feat. Anthony Mills - "Blue Suede Shoes" | Inventaria                       | 17:44 Records   |
| 2014 | Cocofunka & BETABOM - "Donde Vamos"                                     | Alejandro Bonilla Alonso Fonseca | betabomúsica    |